# Scottish Open 2012 (Badminton)
Die Scottish Open 2012 fanden vom 21. bis zum 25. November 2012 in Glasgow statt. Es war die 94. Austragung dieser internationalen Meisterschaften von Schottland im Badminton, auch Scottish International genannt.

## Sieger und Platzierte
| Disziplin    | Gold                         | Silber                       | Bronze                                      |
| ------------ | ---------------------------- | ---------------------------- | ------------------------------------------- |
| Herreneinzel | Anand Pawar                  | Kazumasa Sakai               | Eric Pang                                   |
| Herreneinzel | Anand Pawar                  | Kazumasa Sakai               | Rune Ulsing                                 |
| Dameneinzel  | Sayaka Takahashi             | Kim Hyo-min                  | Olga Konon                                  |
| Dameneinzel  | Sayaka Takahashi             | Kim Hyo-min                  | Kurumi Yonao                                |
| Herrendoppel | Takeshi Kamura Keigo Sonoda  | Hiroyuki Saeki Ryota Taohata | Anders Kristiansen Anders Skaarup Rasmussen |
| Herrendoppel | Takeshi Kamura Keigo Sonoda  | Hiroyuki Saeki Ryota Taohata | Rasmus Bonde Mads Conrad-Petersen           |
| Damendoppel  | Naoko Fukuman Kurumi Yonao   | Koharu Yonemoto Yuriko Miki  | Jillie Cooper Kirsty Gilmour                |
| Damendoppel  | Naoko Fukuman Kurumi Yonao   | Koharu Yonemoto Yuriko Miki  | Lee So-hee Shin Seung-chan                  |
| Mixed        | Marcus Ellis Gabrielle White | Ruud Bosch Selena Piek       | Anders Kristiansen Julie Houmann            |
| Mixed        | Marcus Ellis Gabrielle White | Ruud Bosch Selena Piek       | Takeshi Kamura Koharu Yonemoto              |